# Sistema Departamental de Transporte de Maldonado
El Sistema Departamental de Transporte de Maldonado es el sistema de transporte público del departamento de Maldonado, Uruguay. Cuenta con 6 operadores, 41 líneas y 1785 paradas.

## Localidades servidas
El sistema cubre parcial o totalmente las localidades de:
- Balneario Solís
- Bella Vista
- Buenos Aires
- Cerros Azules
- Edén Rock
- El Chorro
- El Tesoro
- Estación Las Flores
- Estación Solís
- Faro de José Ignacio
- Garzón
- Gregorio Aznárez
- Hipódromo
- Kilómetro 110
- Kilómetro 84
- La Barra
- La Capuera
- La Juanita
- Las Flores
- Maldonado
- Manantiales
- Nueva Carrara
- Ocean Park
- Pan de Azúcar
- Piriápolis
- Playa Grande
- Playa Hermosa
- Playa Verde
- Punta Ballena
- Punta Colorada
- Punta del Este
- Punta Negra
- San Carlos
- San Vicente
- Santa Mónica
- Sauce de Portezuelo
- Sierras del Tirol

## Líneas
En la actualidad, el sistema de transporte de Maldonado distribuye sus servicios en 42 líneas, de las cuales tres lo hacen en horario nocturno y cuatro de forma zonal. Asimismo, contó con otras nueve numeraciones que no se encuentran vigentes.

### Urbanas

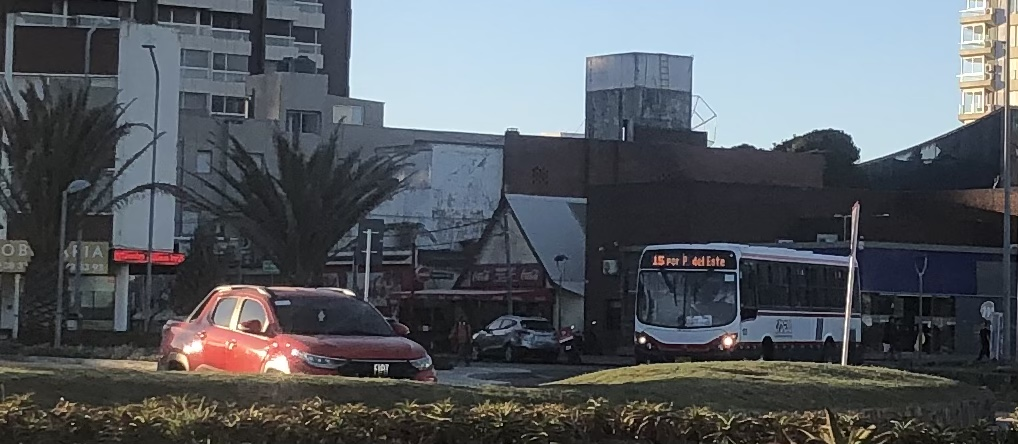
Línea 15 en Punta del Este

| \| Línea \| Destinos \| \| ----- \| -------------------------------------------------------------- \| \| 1 \| Punta del Este - San Carlos \| \| 3 \| Hipódromo (Circular) \| \| 5 \| La Barra - San Carlos \| \| 6 \| Terminal Maldonado - Hipódromo \| \| 7 \| Punta del Este - San Carlos (por Shopping) \| \| 8 \| Punta del Este – Piriápolis (por Portezuelo) \| \| 9 \| Maldonado - Punta del Este \| \| 12 \| Agencia Maldonado - Punta del Este (por Campus) \| \| 14 \| Agencia Maldonado - José Ignacio (por Campus) \| \| 15 \| Agencia Maldonado - Balneario Bs.As (por Campus) \| \| 16 \| Maldonado - Balneario Bs.As \| \| 17 \| Maldonado - Punta del Este (por Rincón) \| \| 18 \| Pan de Azúcar - Dos Puentes \| \| 19 \| Maldonado - Punta del Este (por Cantegril) \| \| 20 \| Pan de Azúcar - Punta del Este \| \| 22 \| Manantiales - Punta del Este \| \| 24 \| San Carlos (ramales desde Agencia y Vialidad) - Punta del Este \| \| 25 \| José Ignacio - San Carlos (por La Barra) \| \| 26 \| Pueblo Garzón/Estación José Ignacio - San Carlos \| \| 27 \| Pan de Azúcar – Piriápolis \| \| 28 \| Pan de Azúcar – San Carlos \| \| 29 \| Dos Puentes - Piriápolis \| \| 30 \| Pan de Azúcar / km 110 – Canteras / Casapueblo \| \| 32 \| Pan de Azúcar - Nueva Carrara \| \| 34 \| Pan de Azúcar – Piriápolis (por Las Flores) \| \| 35 \| José Ignacio - San Carlos (por Cno. Medellín) \| \| 42 \| José Ignacio - Punta del Este \| \| 45 \| El Chorro - José Ignacio \| \| 51 \| Los Guayabos - Terminal Maldonado \| \| 52 \| Maldonado - Punta del Este (por Mansa) \| \| 55 \| Terminal Maldonado - Balneario Buenos Aires \| \| 61 \| Terminal Maldonado - La Capuera (por Hospital) \| \| 62 \| Maldonado - La Capuera (por Pinares) \| \| 100 \| Maldonado - Piriápolis \| |                                                                |
| Línea | Destinos                                                       |
| 1 | Punta del Este - San Carlos                                    |
| 3 | Hipódromo (Circular)                                           |
| 5 | La Barra - San Carlos                                          |
| 6 | Terminal Maldonado - Hipódromo                                 |
| 7 | Punta del Este - San Carlos (por Shopping)                     |
| 8 | Punta del Este – Piriápolis (por Portezuelo)                   |
| 9 | Maldonado - Punta del Este                                     |
| 12 | Agencia Maldonado - Punta del Este (por Campus)                |
| 14 | Agencia Maldonado - José Ignacio (por Campus)                  |
| 15 | Agencia Maldonado - Balneario Bs.As (por Campus)               |
| 16 | Maldonado - Balneario Bs.As                                    |
| 17 | Maldonado - Punta del Este (por Rincón)                        |
| 18 | Pan de Azúcar - Dos Puentes                                    |
| 19 | Maldonado - Punta del Este (por Cantegril)                     |
| 20 | Pan de Azúcar - Punta del Este                                 |
| 22 | Manantiales - Punta del Este                                   |
| 24 | San Carlos (ramales desde Agencia y Vialidad) - Punta del Este |
| 25 | José Ignacio - San Carlos (por La Barra)                       |
| 26 | Pueblo Garzón/Estación José Ignacio - San Carlos               |
| 27 | Pan de Azúcar – Piriápolis                                     |
| 28 | Pan de Azúcar – San Carlos                                     |
| 29 | Dos Puentes - Piriápolis                                       |
| 30 | Pan de Azúcar / km 110 – Canteras / Casapueblo                 |
| 32 | Pan de Azúcar - Nueva Carrara                                  |
| 34 | Pan de Azúcar – Piriápolis (por Las Flores)                    |
| 35 | José Ignacio - San Carlos (por Cno. Medellín)                  |
| 42 | José Ignacio - Punta del Este                                  |
| 45 | El Chorro - José Ignacio                                       |
| 51 | Los Guayabos - Terminal Maldonado                              |
| 52 | Maldonado - Punta del Este (por Mansa)                         |
| 55 | Terminal Maldonado - Balneario Buenos Aires                    |
| 61 | Terminal Maldonado - La Capuera (por Hospital)                 |
| 62 | Maldonado - La Capuera (por Pinares)                           |
| 100 | Maldonado - Piriápolis                                         |

### Nocturnas
Se caracterizan por brindar servicios exclusivamente en la madrugada, ofreciendo recorridos similares al de otras líneas que no circulan en ese horario. 
| \| Línea \| Destinos \| \| ----- \| -------------------------------------------- \| \| 17/19 \| Maldonado - Punta del Este (servicio Rápido) \| \| 7/24 \| San Carlos – Punta del Este \| \| 9/12 \| Maldonado – Punta del Este (por Cantegril) \| |                                              |
| Línea | Destinos                                     |
| 17/19 | Maldonado - Punta del Este (servicio Rápido) |
| 7/24 | San Carlos – Punta del Este                  |
| 9/12 | Maldonado – Punta del Este (por Cantegril)   |

### Directas

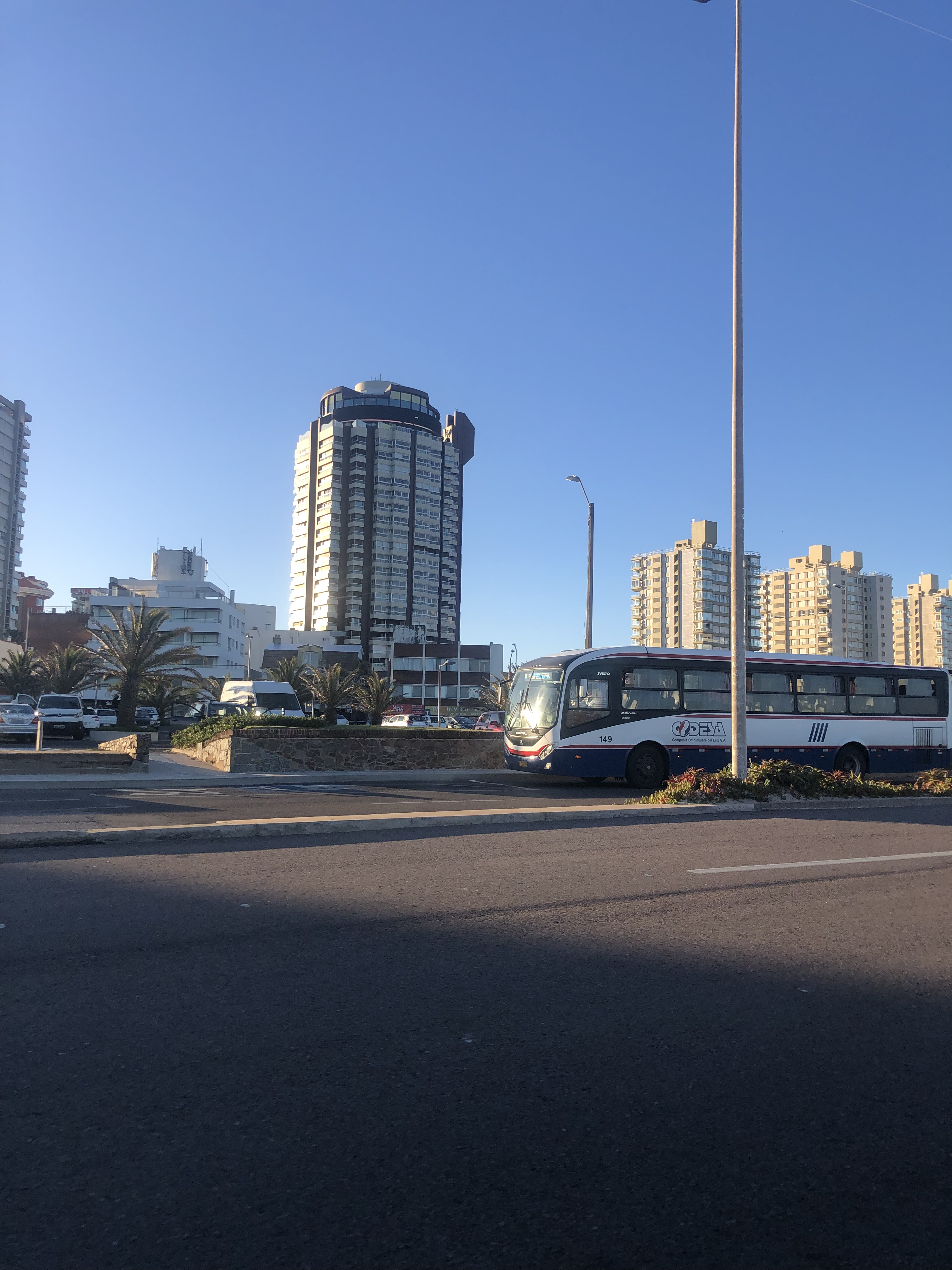
Línea D sobre la Rambla Lorenzo Batlle en Punta del Este.

Son servicios diferenciales que se caracterizan por detenerse en menos paradas de los recorridos habituales, acelerando la llegada a destino.
| \| Línea \| Destinos \| \| ----- \| ---------------------------------------- \| \| D \| San Carlos – Punta del Este (Perimetral) \| |                                          |
| Línea | Destinos                                 |
| D | San Carlos – Punta del Este (Perimetral) |

### Locales
Las líneas locales (o zonales) brindan un servicio de corta distancia a distintas zonas de Maldonado, en contraste con las de carácter común que poseen rutas más extensas.
| \| Línea \| Destinos \| \| ----- \| --------------------------- \| \| L48 \| Barrio Hipódromo (Circular) \| \| L49 \| Agencia Maldonado - Lausana \| \| L50 \| Agencia Maldonado - Lausana \| \| L80 \| San Carlos (Circular) \| |                             |
| Línea | Destinos                    |
| L48 | Barrio Hipódromo (Circular) |
| L49 | Agencia Maldonado - Lausana |
| L50 | Agencia Maldonado - Lausana |
| L80 | San Carlos (Circular)       |

### Fuera de servicio
Son líneas que por distintas circunstancias dejaron de ofrecer sus servicios, ya sea por baja rentabilidad o por similitudes a otros recorridos.
| \| Línea \| Destinos \| \| ----- \| ------------------------------------------------- \| \| 2 \| San Carlos - Punta del Este (por Ruta 39) \| \| 3A \| Maldonado - Balneario Bs. As. \| \| 4 \| San Carlos - Punta del Este (Bulevar) \| \| 11 \| Terminal Maldonado - Hipódromo \| \| 21 \| San Carlos - Puerto Punta del Este (por Terminal) \| \| 31 \| San Carlos - Puerto Punta del Este (por ANTEL) \| \| 63 \| Maldonado - La Capuera (por Villa Delia) \| \| L60 \| La Capuera (Circular) \| \| L81 \| San Carlos (Circular) \| |                                                   |
| Línea | Destinos                                          |
| 2 | San Carlos - Punta del Este (por Ruta 39)         |
| 3A | Maldonado - Balneario Bs. As.                     |
| 4 | San Carlos - Punta del Este (Bulevar)             |
| 11 | Terminal Maldonado - Hipódromo                    |
| 21 | San Carlos - Puerto Punta del Este (por Terminal) |
| 31 | San Carlos - Puerto Punta del Este (por ANTEL)    |
| 63 | Maldonado - La Capuera (por Villa Delia)          |
| L60 | La Capuera (Circular)                             |
| L81 | San Carlos (Circular)                             |

## Empresas prestadoras
Actualmente, los servicios del sistema son operados por seis empresas. Cada línea es servida por una, salvo algunas excepciones donde se comparten; por ejemplo, 35 y 100.
- CODESA
- Maldonado Turismo Ltda.
- Guscapar
- Micro Ltda.
- Machado Turismo
- Daniel Senglán

#### Antiguos operadores
- Olivera Hnos. (fusionada con Codesa en 2010[1])
- Transporte Méndez (líneas concedidas a Guscapar en 2010[1][2])